# Pierre-Étienne Monnot

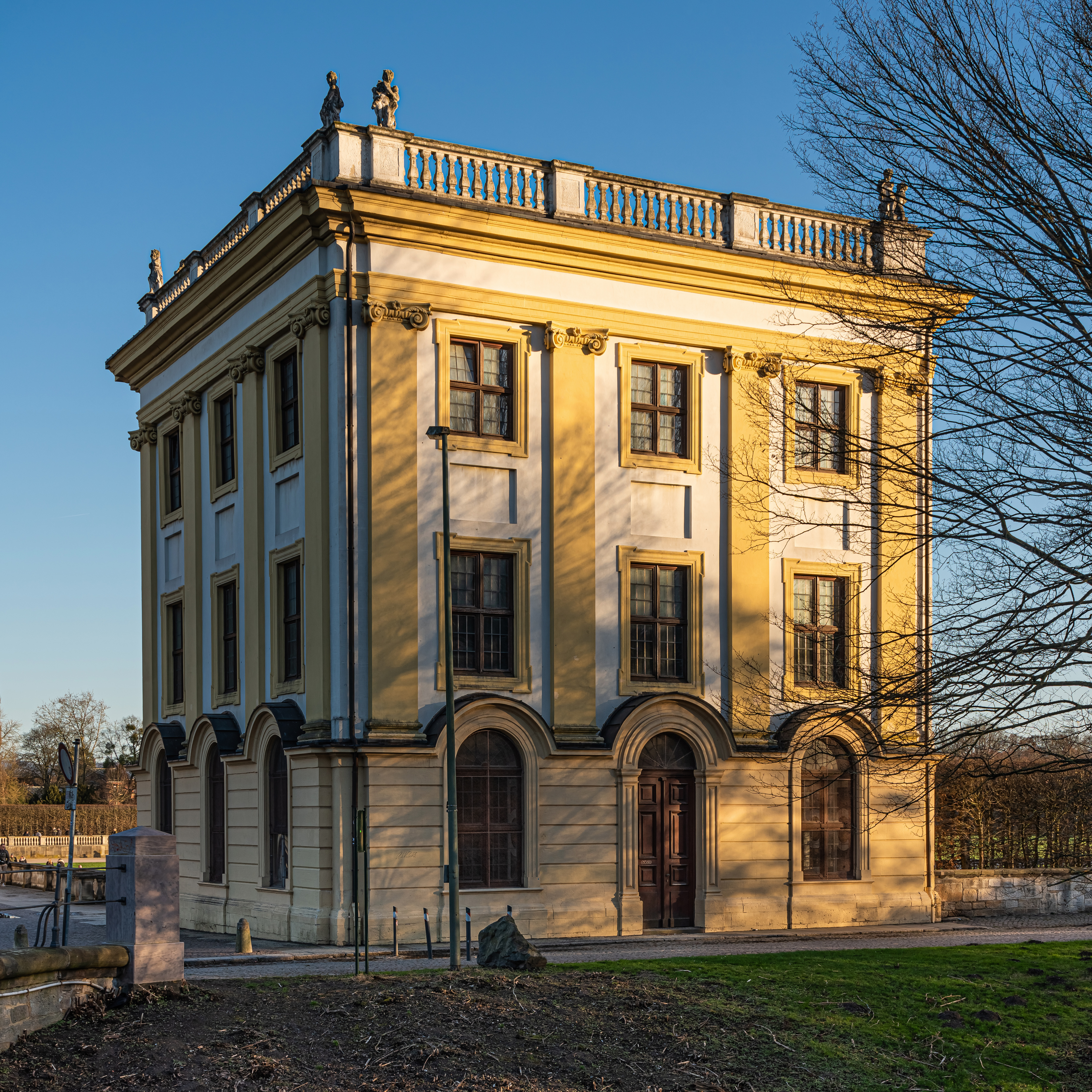
Das Marmorbad in der Karlsaue, Kassel

Pierre-Étienne Monnot (auch Pietro Stefano; * 9. August 1657 in Orchamps-Vennes; † 24. August 1733 in Rom) war ein französischer Bildhauer des Barock.

## Leben
Pierre-Étienne Monnot war der Sohn des französischen Holzbildhauers François-Alexandre Monnot, der ihn in die Bildhauerei einführte. 1676 wurde er in Dijon bei Jean Dubois und anschließend 1678 im Atelier von Pierre Le Gros weitergebildet.
1678 kehrte er nach Franche-Comté zurück und erstellte erste eigenständige bildhauerische Arbeiten. Die ersten Arbeiten waren anfangs aus Holz gefertigt. Mit seinem Vater schuf er die Reliefs mit Passionsszenen für die Chapamps de l’Oratoire (Rathaus) in Poligny. Er führte malerische Vorlagen von Charles Le Brun in Paris aus und erzeugte durch die Kombination von Flach- und Hochrelief kraftvolle Licht- und Schattenspiele in Anlehnung an die bildhauerischen Arbeiten seines Lehrers Dubois. Monnot bereiste Paris zwischen 1679 und 1681 und zwischen 1684 und 1686, wo er für Ludwig XIV.arbeitete. 1687 ließ Monnot sich in Rom nieder, wo er sich der burgundischen Gemeinschaft der Confrérie St-Claude anschloss und mehrfach zu deren jährlich gewählten Rektor berufen wurde. 1695 wurde der Bildhauer in die Künstler-Vereinigung Congregazione dei Virtuosi al Pantheon aufgenommen, die sich mit religiösen und philanthropischen Aufgabenstellungen künstlerisch befasste. Im selben Jahr arbeitet er beim Bau der Kapelle San Ignazio in der Kirche Il Gesù. Es entstanden für diese Kapelle das Bronzerelief Der heilige Ignatius befreit Gefangene und die Marmorstatuen Zwei Engel und Christi haltend. Die Cappella Capocaccia der Kirche Santa Maria della Vittoria stattete der Bildhauer mit den Reliefs Anbetung der Hirten und Ruhe auf der Flucht aus. Er setzte eine Darstellungsweise in der Nachfolge von Domenico Guidi um. Mit Protektion durch Livio Odescalchi, von dem Monnot 1695 ein Marmor Porträtmedaillon fertigte (Louvre), erhielt er 1697 den Auftrag zum Grabmal für Papst Innozenz XI. in der Peterskirche. Vom gleichen Auftraggeber erhielt er 1708 den Auftrag einer Marmorstatue des Heiligen Paulus für die Basilika San Giovanni in Laterano. Anschließend stellte er eine vom Bildhauer Jean-Baptiste Théodon begonnene Statue des Heiligen Petrus fertig. In Rom nahm Monnot für europäische Fürsten Aufträge entgegen. Für John Cecil, 5th Earl of Exeter, schuf er von 1700 bis 1704 John Cecils Grabmal und für dessen Ehefrau Anne Cavendish in Stamford-Lincs. Für die Saint Martin's Church in Stamford gestaltete er 1701 die marmornen Stifterbüsten von John Cecil und Gattin, und für das Burghley House schuf er Marmorstatuen. Für den hessischen Landgrafen Karl dekorierte er von 1712 bis 1728 in Kassel das Marmorbad mit zwölf Gruppen und Statuen von Göttern und Göttinnen sowie acht mythologischen Reliefs zu den Metamorphosen von Ovid
Es entstand ein Ensemble, das durch kraftvoll und voluminös gestaltete stämmige, massive Körperformen bestimmt wird.

## Werk
Die durch Monnots bildhauerische Arbeiten in England und Deutschland verbreitete Kunst nahm nun eine internationale Dimension an. In seiner auf Ausgewogenheit bedachten Darstellungsweise legte Monnot besonderen Wert auf sanfte Gesichtszüge und eine maßvolle Gestik, womit sich der französische Stil des 18. Jahrhunderts ankündigte.

## Museale Rezeption

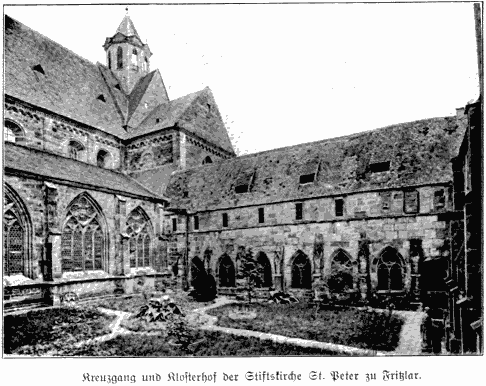
Fritzlarer Dom, gotisches Südseitenschiff: Standort des Marmordenkmals für Monnot (Aufnahme von 1912)

- Christuskopf, Terrakotta, Besançon.
- Denkmal für François-Alexandre Monnot, Marmor, 1728 Kreuzgang, Fritzlarer Dom, Fritzlar,
- Staatspark Karlsaue, Orangerie, Marmorbad: Landgraf Karl von Hessen-Kassel; Maria Amalie von Kurland, Medaillons; Die vier Elemente; Die vier Jahreszeiten, Reliefs, alle Marmor, Erstes Viertel 18. Jahrhundert
- Museum Lorraine: Christus. Madonna (zugeschrieben), Büsten, Terrakotta, beide terrakottafarben gefasst, Nancy.
- Die vier Elemente, 1693; Empfang der Königin von Polen durch Fürst Odescalchi, 1699 bis 1700; Diana auf der Jagd; Die Schmiede des Vulkan, beide vor 1713, alles Reliefs, Terrakotta, Paris, Louvre
- Kirche San Maria del Popolo: Kardinal Savo Millini, Büste, Marmor, 1699; Petersplatz, Piazza Retta, Kolonnade; Heilige. Pelagia, 1703
- Kirche San Ignazio: Doppelgrab für Papst Gregor XV. und Kardinal Ludovico Ludovisi, Marmor, 1709 bis 1713 (zusammen mit Pierre Le Gros 1666), Rom

## Ausstellungen
- 2001: Lons-le-Saunier, MBA (K).

## Bildergalerie

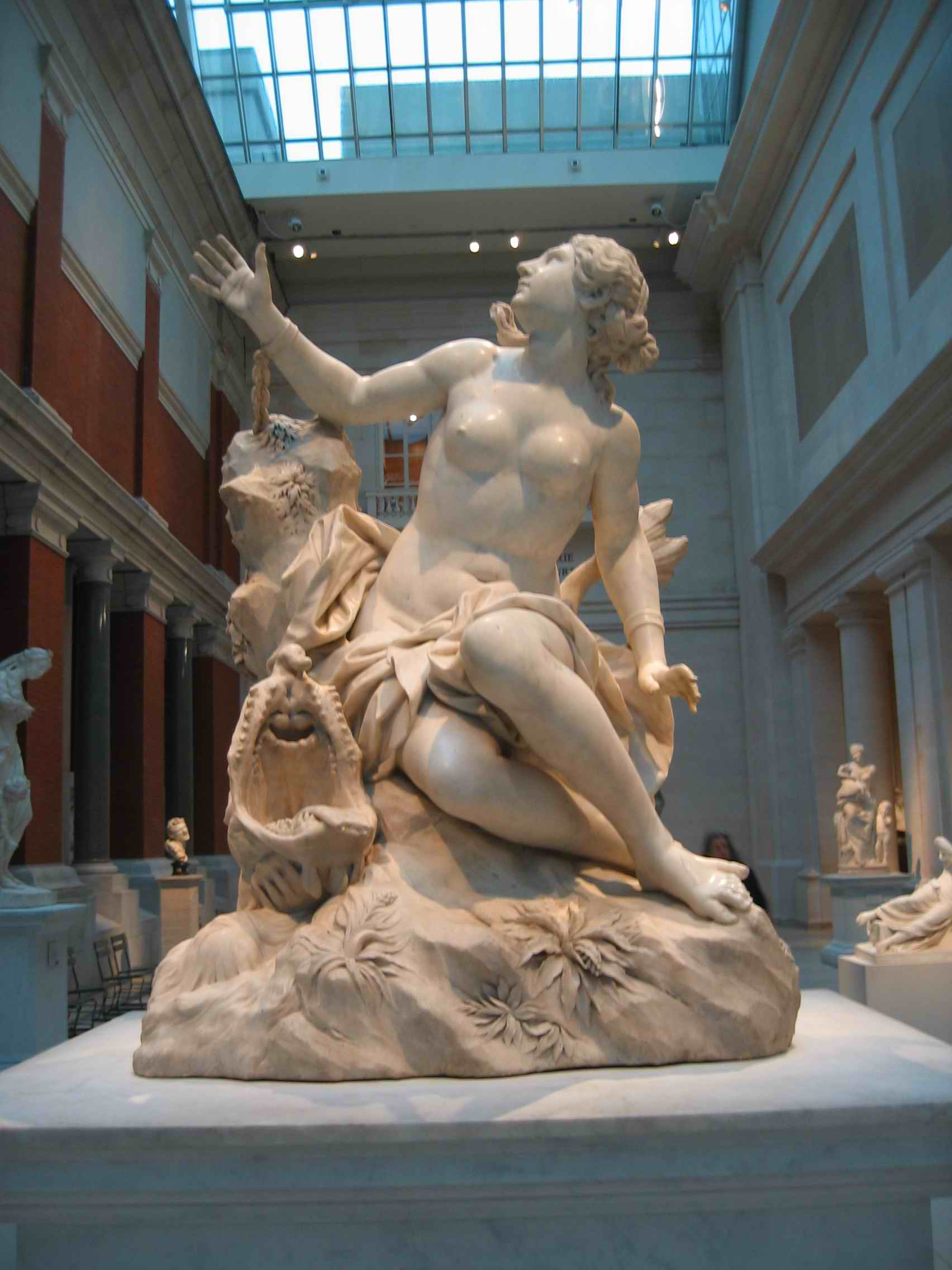
Andromeda und das Seeungeheuer, Metropolitan Museum of Art, New York
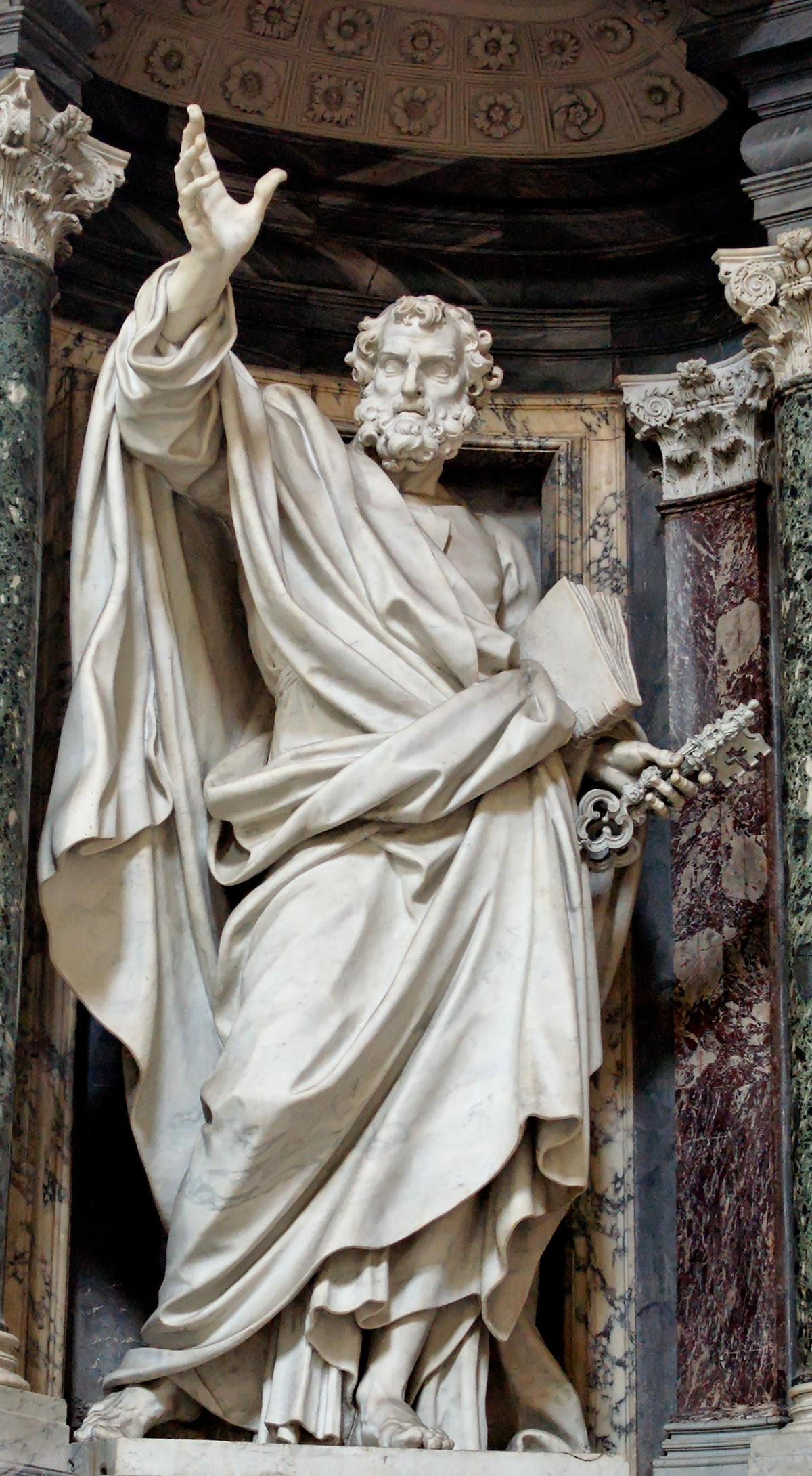
St. Peter, Rom, Lateranbasilika
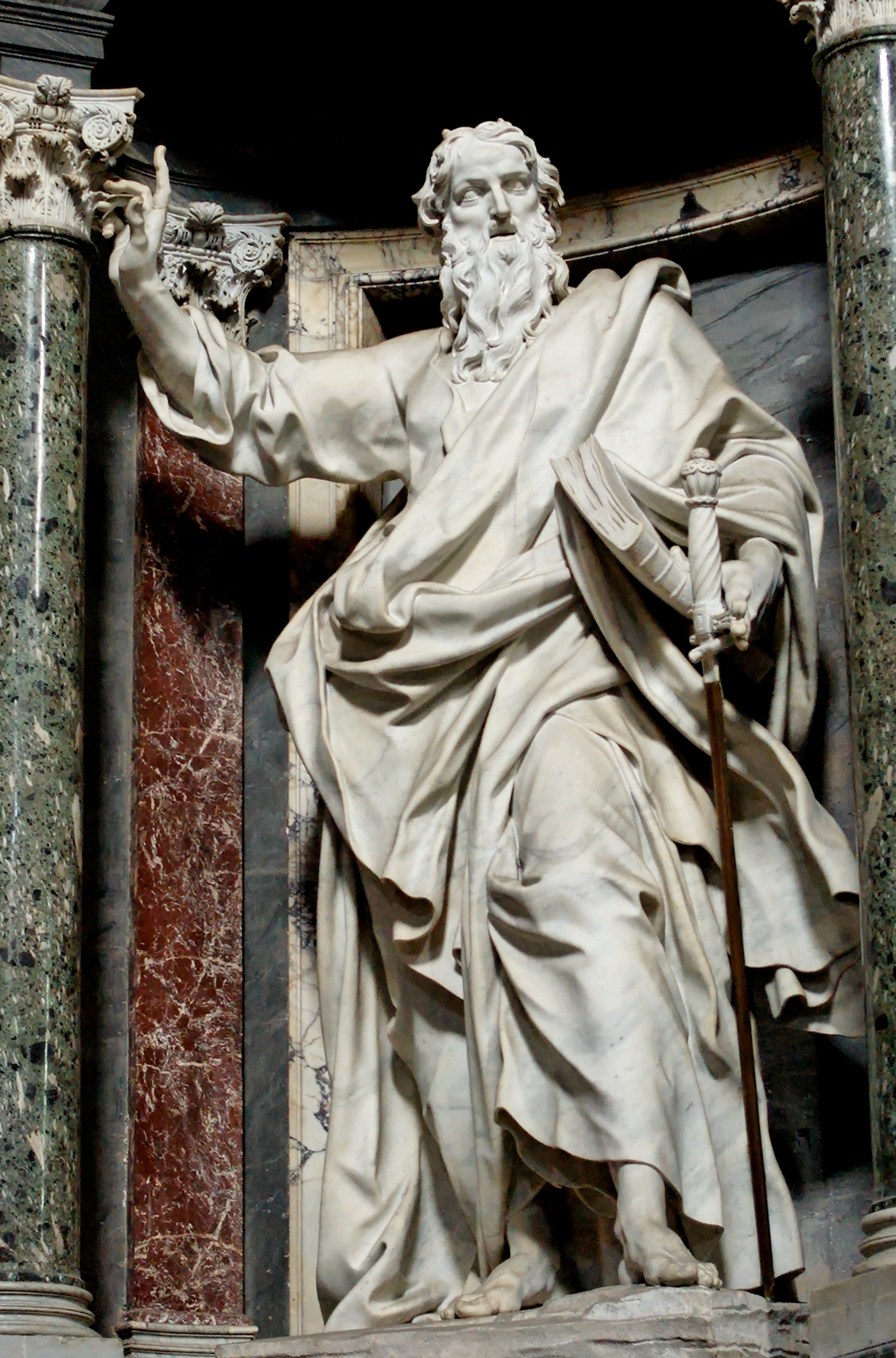
St. Paul, Rom, Lateranbasilika
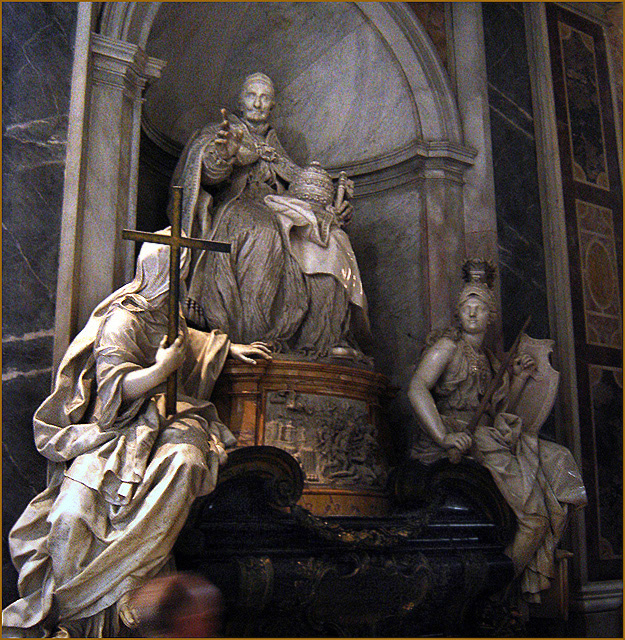
Grab von Papst Innozenz XI., Rom, St. Peter
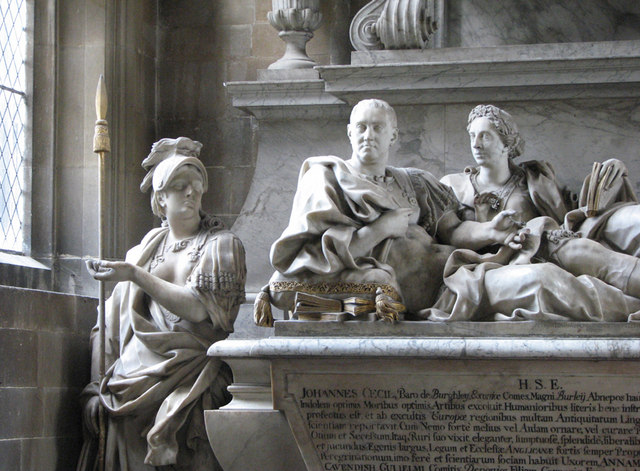
Grab des Earl of Exeter, Stamford, St. Martin
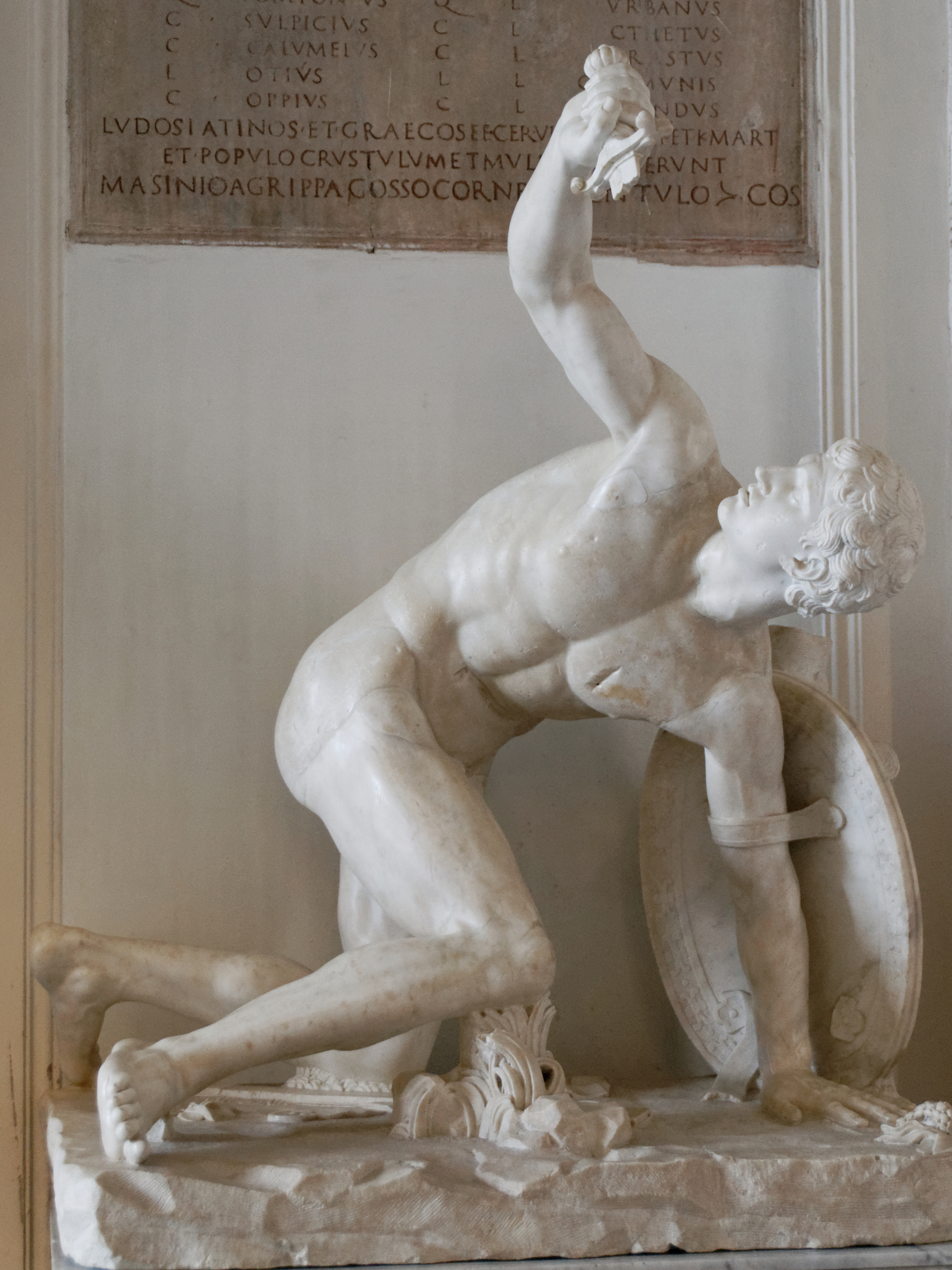
Verwundeter Krieger
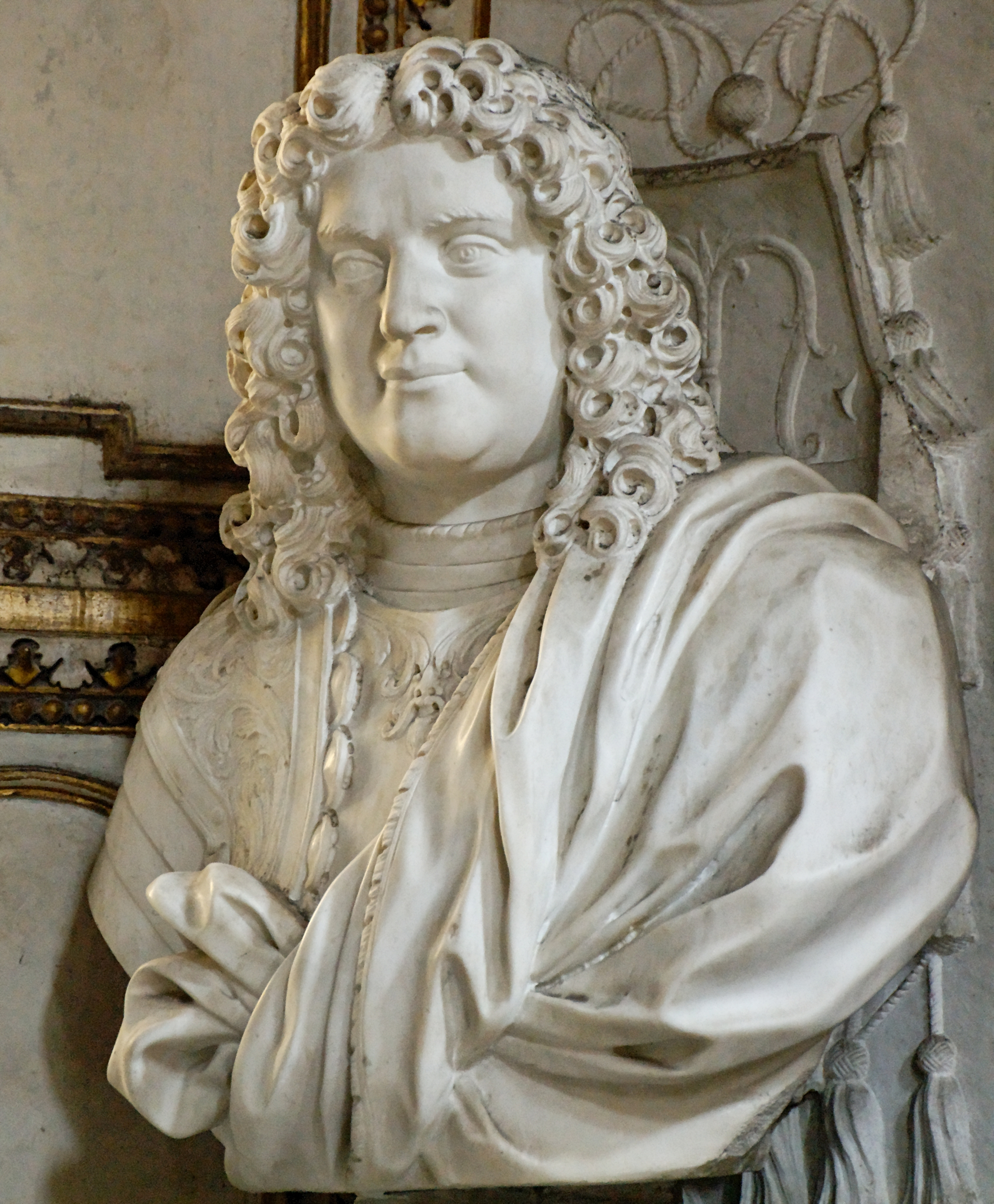
Büste von Savo Mellini in Santa Maria del Popolo
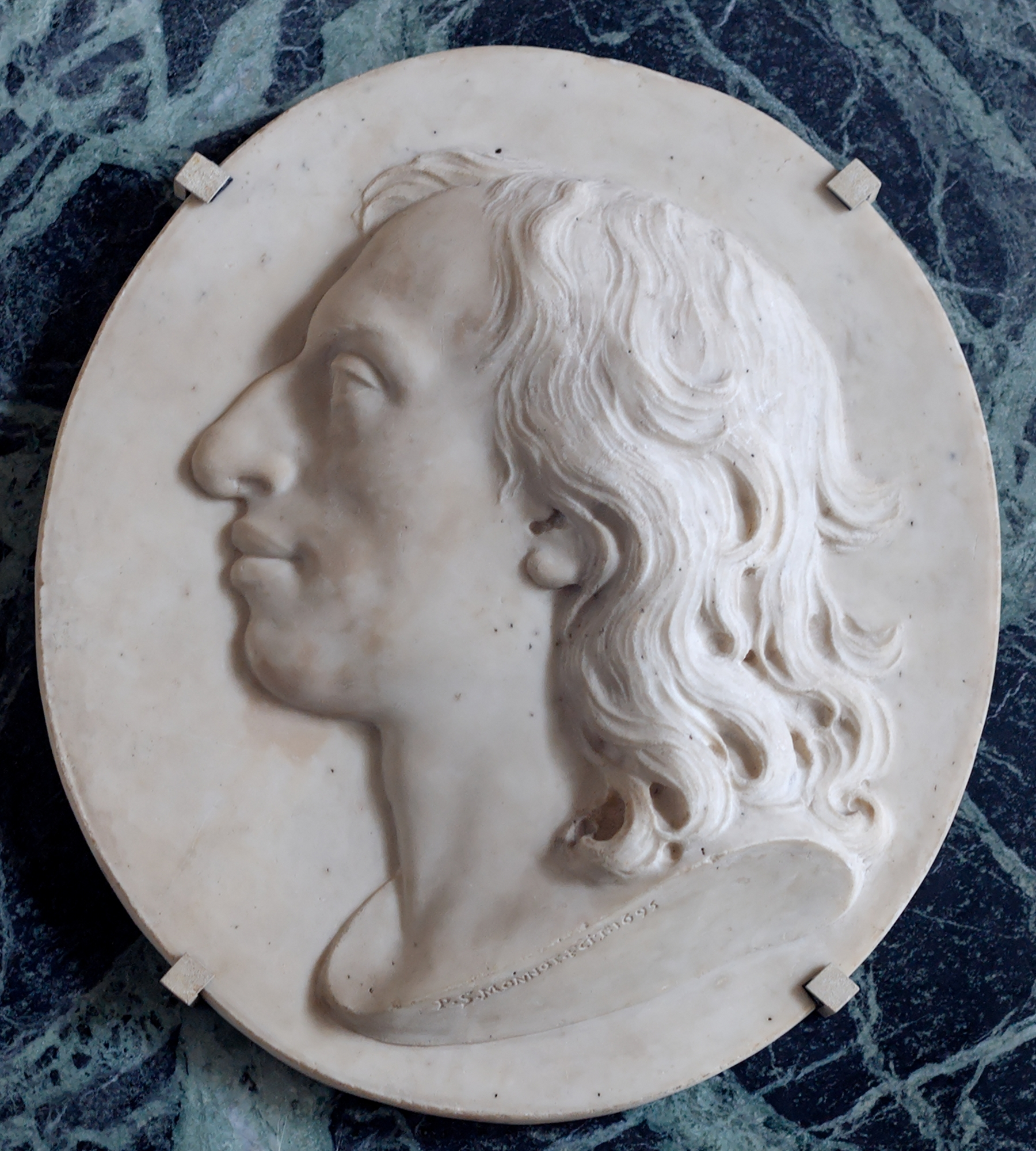
Prinz Livio Odescalchi, 1695